# شوتا خابارلی
شوتا خابارلی (گرجی: შოთა ხაბარელი؛ زادهٔ ۲۶ دسامبر ۱۹۵۸) جودوکار گرجی‌تبار اهل شوروی است.